# Самотоївка
Самото́ївка — село в Україні, у Краснопільській селищній громаді Сумського району Сумської області. Населення становить 1487 осіб (станом на 2015 р.). Належить до Самотоївського старостинського округу Краснопільської селищної ради.
Мова, якою в побуті користується населення села (опитування 2001 р.): 97,29% - українська, 2,64 % - російська, 0,07 % - інші.

## Географія
Село Самотоївка розташоване на річці Сироватці (в основному на лівому березі), вище за течією на відстані 3 км розташоване селище Краснопілля, нижче за течією на відстані 1,5 км розташоване село Глибне. Село навпіл ділить яр Баксар зі струмком та греблею на ній, що утворюють Токарівський ставок. Проходять автомобільна дорога Р45 і залізниця зі станцією Корчаківка. Паралельно селу простягається густий ліс.

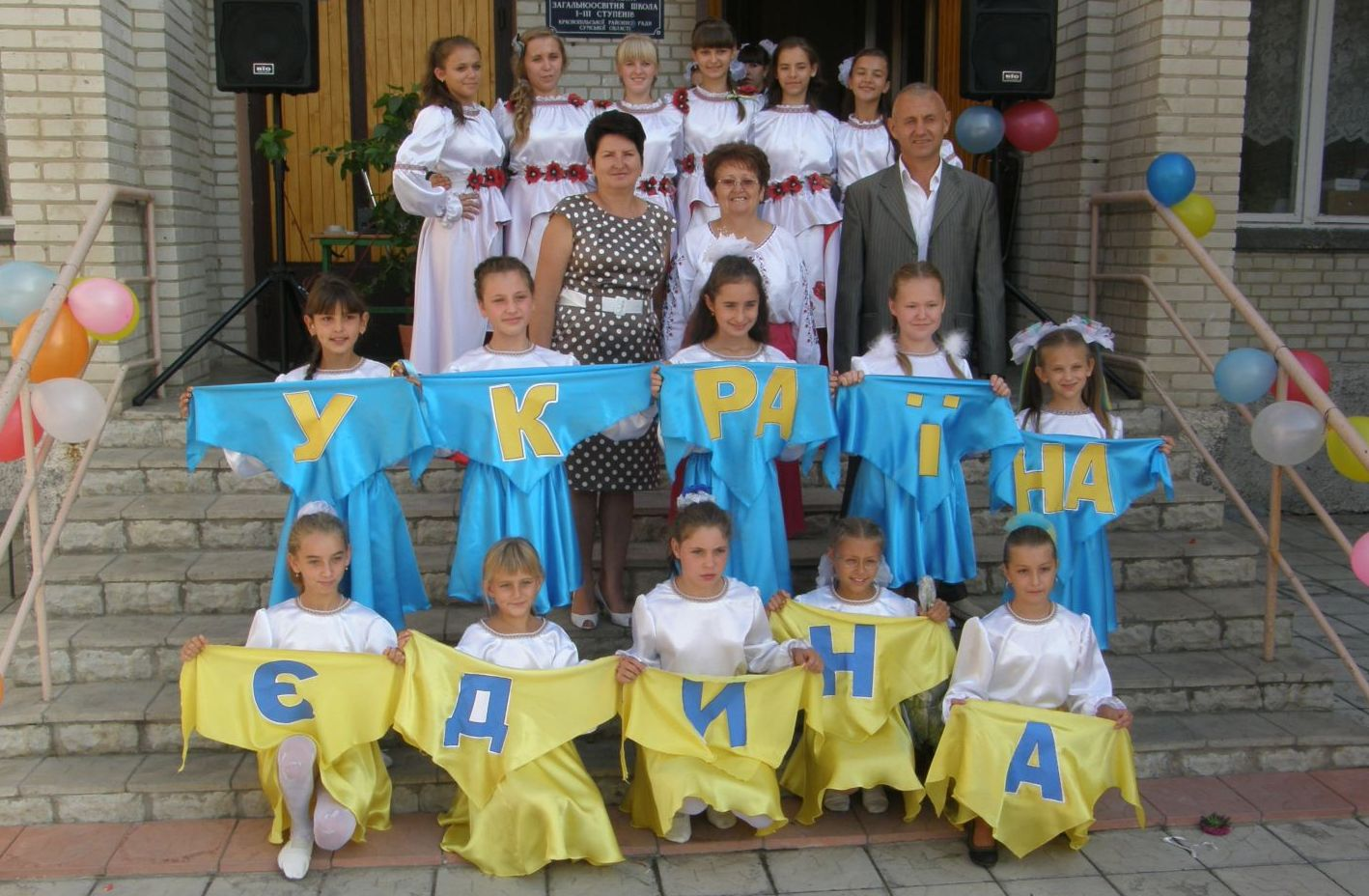
Самотоївка - це Україна

Рельєф місцевості в районі села - типовий схил на північ, берег річки, порізаний ярами та балками. Ґрунти переважають родючі чорноземні (шар до 1 м), на протилежному від села березі річки - піщані та лісові супіщані, трапляються виходи глини. Головними лісотвірними породами є дуб звичайний і сосна звичайна та інші деревні породи: береза, вільха клейка, осика, ясен звичайний. Живуть великі копитні — лосі (зустрічаються вкрай рідко), козулі, плямисті олені, дикі кабани. Багато лисиць, зайців, їжаків, є бобри. Земноводні: жаби, ящірки. Плазуни: гадюка степова чорна, гадюка лісова сіра, вуж, полоз, медянка. У водоймищах багато видів риб: плотва, красноперка, бубирь, карась, щука, окунь та інші. У ставках вирощують короп, карась, товстолобик. Птахи: лелеки, дикі качки, жайворонки, соловейки, шпаки, синиці, дятли, ворони, горобці, ластівки, сови.

## Історія
Вперше людина ступила на територію, де сьогодні знаходиться село Самотоївка, близько 15 тис. р. тому. Знайдено артефакти, котрі свідчать про перебування кімерійців, скіфів та племен черняхівської культури неподалік місця розташування сучасного села. На північно-східній околиці Самотоївки було невелике ранньослов'янське городище пеньківської культури VII-VIII ст. У XVI-XVII ст. влітку влаштовували свої юрти татари-скотарі, котрі приганяли з півдня отари на випас. Самотоївка має два татарських топоніми - яр Баксар та вулиця Майдан.

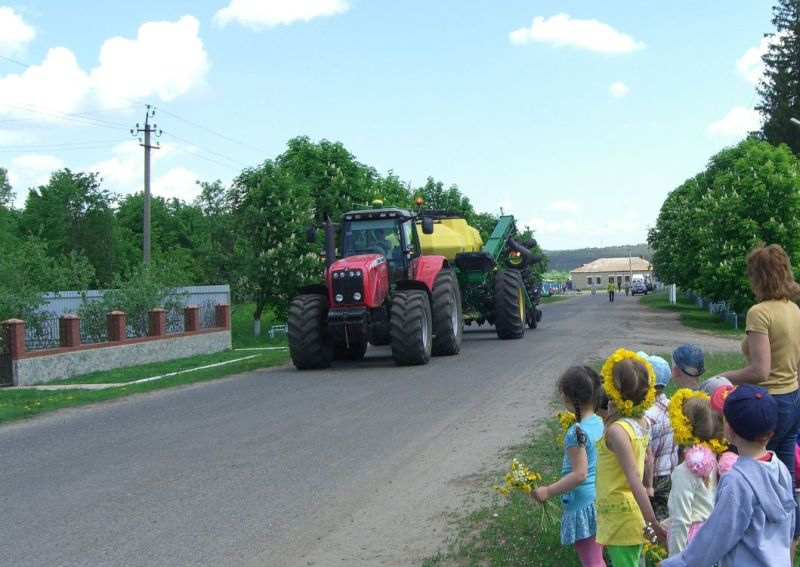
У Самотоївці

За переказами, у 1625 р., учасниками походу гетьмана Сагайдачного на Москву 1618 р., козаками Бабичем та Лопандею, у долині р.Сироватка були засновані хутори Бабичівка та Лопандівка (нині - вулиці села з паралельними сучасними назвами). У другій половині XVII ст., під час масового заселення Слобожанщини переселенцями з Центральної України, хутори зрослися в слободу Самотоївка. Перший дерев'яний храм у селі збудовано близько 1690 р., закладний камінь, привезений переселенцями, зберігається в експозиції місцевого шкільного краєзнавчого музею. Самотоївський курінь входив до складу Краснопільсько-Сироватської (пізніше - Краснопільської) сотні, котра входила у Сумський полк . Довгий час сотником Краснопільської сотні був Роман Романов, мешканець Самотоївки. За переписом 1732 р., у Самотоївці мешкало 633 людини. У 1734 р. Самотоївка була єдиним селом Сумського полку, де працювала пошта. За переписами 1744 р. та 1755 р. самотоївський курінь Краснопільської сотні складав 15 та 11 козаків із загальної кількості 78 та 55 шабель у сотні. Після скасування у 1765 р. слобідського устрою краю, місцева козацька старшина - Кондратьєви, Подольські, Романови, Петрови, Морозови були прирівняні у правах з російськими дворянами та стали поміщиками сел Самотоївка та Гречаниківка, хуторів навколо. Розвивалось винокуріння, селітроваріння, сільське господарство. Дві третини населення села - державні селяни, одна третина - кріпаки. Самотоївка була селом Краснопільської волості Охтирського повіту Харківської губернії, станом на 1790 р. - 973 мешканці, 1820 р. - 2033 людини, 1910 р. - 3840 жителів. У XIX ст. значного розвитку набуло сусіднє село Гречанівка (нині - частина Самотоївки), де працювали водяні млини, борошномельня, винокурня, шкірообробний та рафінадно-мармеладний завод. У 1830 р. поміщики Подольські збудували у Гречанівці цегляний Спасо-Преображенський храм у строгому античному стилі, при церкві працювала церковно-парафіяльна школа.
Нові дерев'яні будівлі Миколаївського храму освячувались близько 1740 та 1790 рр., цегляного - у 1845 р. Громадянська школа, завдяки Охтирському повітовому наглядачу Степанову І.А., відкрилася у 1866 р. Цегляна будівля для неї споруджена у 1892 р., двоповерхова добудована у 1910 р. Залічнична гілка Баси-Білгород та станція "Корчаківка" з'явилися у 1900 р.
Радянська влада встановлена 8 січня 1918 р. Станом на 1926 р., населення Самотоївки складало 5084 людини. Перші колективні господарства утворені у 1928 р.
Село постраждало внаслідок геноциду українського народу, проведеного урядом СССР 1932–1933 рр. Загинуло близько 1500 людей - чверть населення села. На місці масових поховань у 2004 р. встановлено хрест, у 2013 р. - пам'ятний знак  . Частина населення зазнала репресій 1937 р.

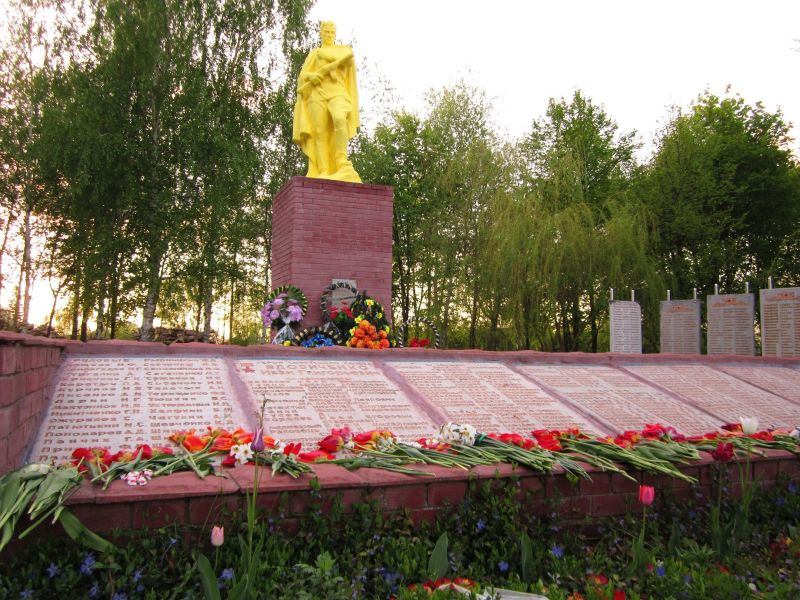
Меморіал у Самотоївці

Під час Другої Світової війни Самотоївка була окупована 14 жовтня 1941 р. Червоноармійці звільнили село 23 лютого 1943 р., але в середині березня знову повернулися німці. До серпня 1943 р. Самотоївка знаходилась на південному фасі лінії фронту, котра увійшла в історію, як Курська дуга . 9 серпня 1943 р. 232 стрілецька дивізія 38 армії Воронезького фронту звільнила село; вранці цього дня при визволенні Самотоївки загинув Герой Радянського Союзу Калінін О.М . На фронт було мобілізовано 521 уродженця Самотоївки, не повернулося - 231 чоловік, 264 жителі нагороджено орденами і медалями. У центрі Самотоївки в 1947 р. організована братська могила з тілами загиблих за визволення села (318 солдат). У 1957 р. на ній встановлено скульптуру "Скорбящего солдата", у 1971 р. меморіал оформлено у теперішньому вигляді. Тут же знаходиться прах Героя Радянського Союзу Вдовитченка І.Г. 12 серпня 1943 р. Самотоївку відвідали Довженко Олександр Петрович (згадує про це у щоденнику) та Хрущов Микита Сергійович .
У 1951 р. п'ять колгоспів об'єдналися в один - ім.газети "Правда". У 1953 р. семирічна школа стала сердньою школою-десятирічкою; у цьому ж році постраждалі під час війни церкви у Самотоївці та Гречанівці розібрано на цеглу. У 1952 р. почалося спорудження будівель хлібоприймального підприємства. У 1971 р. розпочато будівництво консервного заводу (існував до середини 1990-х рр.) У 1972 р., вперше у Сумській області, на полях близ Самотоївки, виявлена шкідлива рослина - амброзія полинолиста . "Орденом Леніна" нагороджено самотоївок, колгоспниць Лебідь К.Д. та Захарченко К.М. У 1986 р. введено в дію нове приміщення дитячого садка, у 1988 р. - нове приміщення школи. У 2005 р. Самотоївку підключено до газопроводу.
В обласному конкурсі "Краще спортивне село" Самотоївка займала III місце у 2010 р. та II місце у 2017 р . 22 листопада 2013 р. Самотоївка стала першим селом в Україні, де над сільрадою був піднятий прапор Євросоюзу . Станом на 2016 р. Самотоївка була єдиним селом Сумщини з позитивним приростом населення. В АТО на сході України брали участь більше 35 мешканців села .
12 червня 2020 року, відповідно до розпорядження Кабінету Міністрів України № 723-р «Про визначення адміністративних центрів та затвердження територій територіальних громад Сумської області», село увійшло до складу Краснопільської селищної громади.
19 липня 2020 року, в результаті адміністративно-територіальної реформи та ліквідації Краснопільського району, увійшло до складу новоутвореного Сумського району.

#### Російське вторгнення в Україну (з 2022)
18 березня 2022 року  мешканці села помітили на в’їзді колону з близько трьохсот одиниць військової техніки РФ. Їхали військові підрозділи росіян з боку Грязного. Заїхавши в село, почали хаотично стріляти, лякаючи місцевих. Після цього на три дні мешканці були вимушені ділити з російськими солдатами територію.
3 квітня 2024 року росіяни вранці вдарили по селу ракетою, пізно ввечері – КАБом. Загинув 45-річний переселенець з іншого села на Сумщині. Як це було, виданню “Цензор.НЕТ” розповіла місцева мешканка Людмила Іванівна Рогова: "Спочатку вчора, о 9 утра, там за магазином впала ракета. Дивіться, що зробилося з клубом! І один на все село продуктовий магазин розвалило. Згоріло кілька машин, були поранені. Потім стихло, всі пороз’їжджались, ми почали в себе приходити. Повибивало, звичайно, вікна, деінде дахи поламало – але більшість вціліли".
15 серпня 2024 року село зазнало 2 обстріли: 3 вибухи, ймовірно КАБ. В результаті обстрілу загинула 1 цивільна особа та 1 отримала поранення, пошкоджено 3 комунальні заклади, 6 приватних будинків, 1 багатоквартирний будинок та ЛЕП.

## Населення

### Мова
Розподіл населення за рідною мовою за даними :
| Мова       | Кількість | Відсоток |
| ---------- | --------- | -------- |
| українська | 1398      | 97.29%   |
| російська  | 38        | 2.64%    |
| білоруська | 1         | 0.07%    |
| Усього     | 1437      | 100%     |

## Економіка
- "Думівське", агрофірма, ТОВ.
- «Урожай», фермерське господарство.
- «Обрій», агрофірма, ТОВ.
- Нижній склад Краснопільського держлісгоспу.
- Хлібоприймальне підприємство.
- Залізнична станція "Корчаківка".

## Об'єкти соціальної сфери
- Загальноосвітня школа І-ІІІ ст.
- Дитячий садок "Колосок".
- Амбулаторія сімейного типу.
- Будинок культури.
- Сільська бібліотека.
- Комунальне господарство.

## Релігійні об'єкти
- Миколаївська релігійна точка Московського патріархату.
- Община християн-євангелістів (баптистів).
- Урочище "Образ" .
- Криничка з освяченою водою.

## Інші об'єкти
- Відділення зв'язку (пошта).
- 7 магазинів різного профілю.
- Кафе-бар "Домашня кухня".
- Перукарня.
- ГО "Баксар" (оренда Токарівського ставка, 450 учасників).

Діє постійне автобусне сполучення Суми-Краснопілля через Самотоївку (кожні 15-20 хв.) Високошвидкісний інтернет (до 100 Мбіт-с) від трьох провайдерів. Надійний мобільний зв'язок 2G (ретранслятори двох операторів - на території села).

## Відомі люди
- Горенко Олександр Сергійович — український військовик, учасник російсько-української війни[14].
- Іваницький Борис Георгійович (8 березня 1878 р. — 4 квітня 1953 р., Детройт, США) — український вчений-лісівник, автор першої роботи з лісівництва українською мовою (1907 р.), громадсько-політичний діяч, організатор і ректор Української Господарської академії, голова Української Народної Ради у екзилі[15].
- Кононенко Микита Никифорович (16 квітня 1922 р., Самотоївка — 11 листопада 2000 р., Білгород, РФ) — льотчик-ас Другої Світової війни, Герой Радянського Союзу, громадський діяч[16].
- Кравченко Микола Григорович — учасник німецько-радянської війни. Повний кавалер ордена Слави.
- Кузьменко Олександр Петрович — український військовик, учасник російсько-української війни[17].
- Мукасєєв Олександр Миколайович  — український військовик, учасник російсько-української війни[18].
- Мірний Іван Іванович (* 30 серпня 1872, Самотоївка — † 17 березня 1937, Прага) — український громадсько-політичний і державний діяч, Державний Секретар УНР, член делегації на укладанні Брестського миру, член делегації УНР на Паризькій мирній конференції[19].